# Signe Vest
Signe Henriette Vest (* 21. Februar 1908 in Vrønding, Tamdrup Sogn; † 22. Januar 1980 im Gladsaxe Sogn) war eine dänische Krankenschwester.

## Leben
Signe Vest war die Tochter des Arztes Peter Christian Vest (1878–1960) und seiner Frau Englike Claudine Margrethe Vest (1875–1910). Ihre Großväter waren Brüder. Ihre Mutter war in der Frauenrechtsszene aktiv und saß ab 1909 im Gemeinderat, sobald Frauen das Wahlrecht erhalten hatten, starb aber bereits im Folgejahr, als Signe zwei Jahre alt war. Sie wuchs in einem kleinen Dorf westlich von Horsens auf.
Sie absolvierte eine Ausbildung zur Krankenschwester am Amtskrankenhaus in Aalborg mit anschließender Weiterbildung in Kopenhagen, die sie 1933 25-jährig abschloss. Anschließend zog sie nach Grönland, wo sie Krankenschwester in der Kolonie Angmagssalik in Tasiilaq wurde. In Tasiilaq und dem Rest Ostgrönlands gab es keinen Arzt zu diesem Zeitpunkt, lediglich alle paar Jahre wurde ein Arzt aus Westgrönland zur Visite vorbeigeschickt. Signe Vest war somit alleine für die medizinische Versorgung der Bevölkerung verantwortlich. Sie lernte schnell Ostgrönländisch, um mit der Bevölkerung kommunizieren zu können, aber auch Jagd, Hundeschlittenfahren und Kajakfahren, um sich fortbewegen zu können. Damit hatte sie dieselben Fähigkeiten wie ein grönländischer Mann, was bei der Bevölkerung für Bewunderung sorgte. Sie bildete selbst Grönländerinnen zu Hebammen und Hilfskrankenschwestern aus und setzte sich für die Tuberkulosebekämpfung ein. Ihre Arbeitsweise war für die damalige Zeit untypisch antikolonialistisch und sie respektierte und pflegte die grönländische Kultur. Als es im Winter 1935/36 zu einer Grippeepidemie kam, starb knapp ein Zehntel der Erwachsenen. Sie hinterließen 123 unversorgte Waisenkinder. Gemeinsam mit dem ostgrönländischen Inspektor Ejnar Mikkelsen setzte sie sich für die Versorgung der Kinder bis zu deren 15. Geburtstag ein. Sie ließen die dänische Lehrerin Sara Tønnesen verh. Helms, die 1934/35 in Ostgrönland gearbeitet hatte, zurückkehren, um sie zu unterstützen. Von 1938 bis 1939 hielt sie sich unter anderem in Sápmi auf, um sich fortbilden zu lassen, unter anderem in Tuberkulosemikroskopie. Erst 1946 wurde ein Arzt in Ostgrönland angestellt, der fortan ihr Vorgesetzter wurde, was problematisch war, da Signe Vest durch ihre 13-jährige Erfahrung deutlich besser qualifiziert war. Von 1953 bis 1954 war sie selbst kurzzeitig als Ärztin in Ittoqqortoormiit tätig.
1955 musste sie aufgrund von Rückenproblemen nach Dänemark zurückkehren, wobei sie zwei grönländische Pflegekinder mitnahm. In Dänemark wurde sie regelmäßig von Ostgrönländern besucht, die sich vorübergehend in Dänemark aufhielten. Sie erhielt eine Stellung als Pflegerin für grönländische Patienten in Dänemark, musste sich aber 1958 aus gesundheitlichen Gründen pensionieren lassen.
1956 wurde sie zur Ritterin des Dannebrogordens ernannt, 1959 erhielt sie die Florence-Nightingale-Medaille und 1961 die Goldmedaille der US-amerikanischen Academy of Achievement. Zudem wurde das frühere Boot des Arztes in Tasiilaq nach ihr benannt. Sie starb 1980 im Alter von 71 Jahren unverheiratet im Gladsaxe Sogn.